# کاری لاوکانن
کاری لاوکانن (فنلاندی: Kari Laukkanen؛ زادهٔ ۱۴ دسامبر ۱۹۶۳) بازیکن فوتبال اهل فنلاند بود.
از باشگاه‌هایی که در آن بازی کرده‌است می‌توان به باشگاه فوتبال کوپیون پالوسئورا و باشگاه فوتبال سرکل بروژ اشاره کرد.
وی همچنین در تیم ملی فوتبال فنلاند بازی کرده‌است.